# 漢堡王

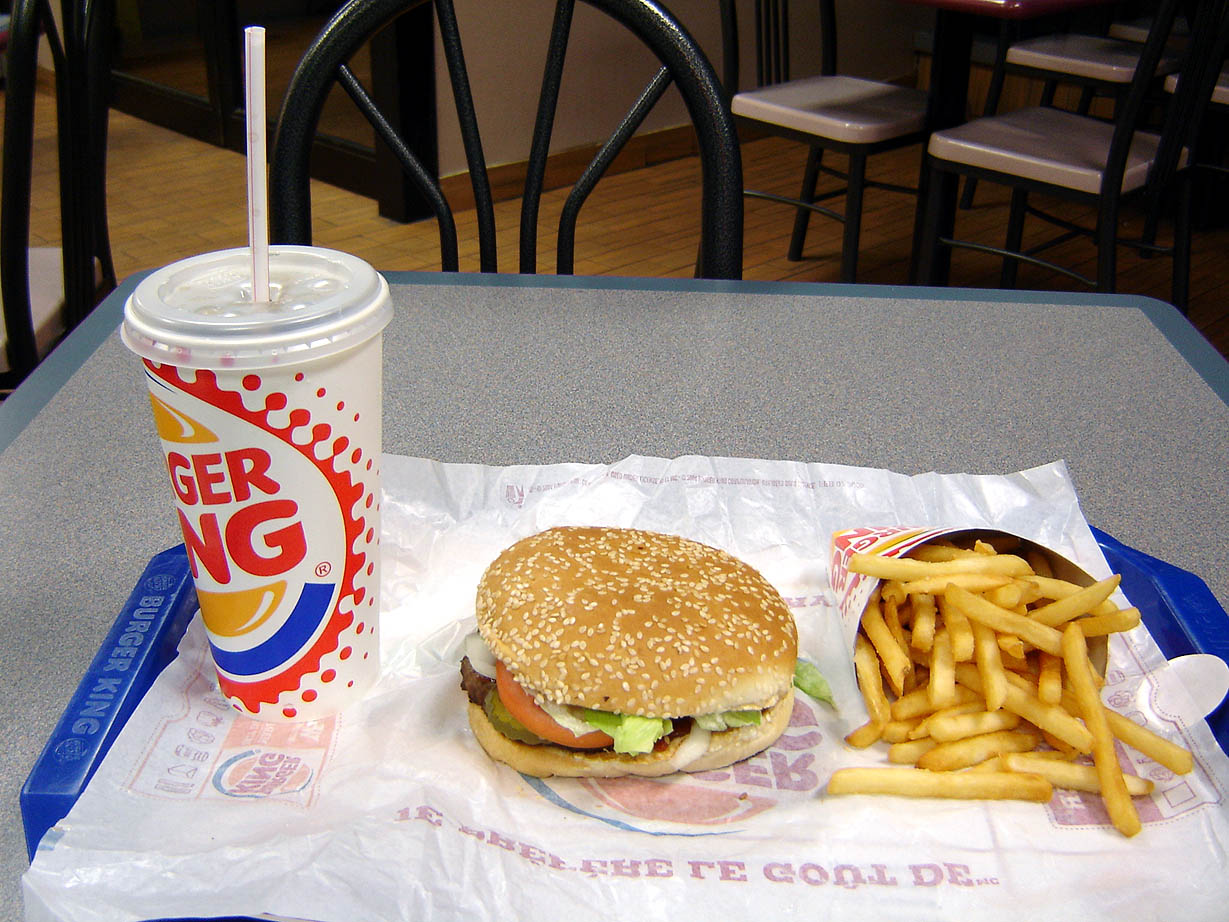
一个典型的汉堡王套餐。

漢堡王（简称BK），是源自美國的跨國速食連鎖店。它的海外據點多為私人經營，即特許經營店。其中，大部分的加盟業者只經營單一店家，少數則自行發展為大型企業。截至財政年度2011年為止，漢堡王已擁有超過12,400家連鎖據點，分布於73個國家和地區，其中66%的店家位於美國，而99%為私人經營事業。它在全球總計僱用超過3.7萬名員工，每日約有1.140百萬名顧客前往消費。總體來說，漢堡王是全球第5大的快餐店，僅次於Subway、肯德基、麥當勞和必勝客。漢堡王的吉祥物是漢堡國王。
1952年成立以來，漢堡王透過各種特許經營方式，在美國拓展版圖。最初，漢堡王企業在美國採用一種區域特許經營模式，即授予業主在特定地理區域的獨占經營權。然而，這種經營模式後來出現食物品質不穩、經營程序與形象管理等問題。1970年代，由於其中一家規模最大的特許經營商企圖兼併漢堡王的連鎖業經營權，爆發權力擴張危機。漢堡王於是展開加盟系統重組，捨棄舊有經營模式，改採單一店家的授權模式，對加盟業者設有更多限制。1978年由新任營運總監所領導的改革，改正了加盟模式的缺失，使漢堡王完全掌控在美國加盟店的經營權與決策權。
2010年9月2日漢堡王公司同意被巴西投資公司3G Capital，以每股24美元，即約32億6,000萬美元收購。若計及漢堡王的債務，私有化協議價值增至40億美元。

## 历史
- 1953年，戴维·埃杰顿（英语：David Edgerton）及詹姆斯·麦克拉莫尔（英语：James McLamore）在美國佛羅里達州邁阿密共同經營創設第一家「漢堡王」（Burger King）餐廳。[4]
- 1957年，“皇堡”诞生。
- 1959年，汉堡王加盟业务启动。
- 1963年，汉堡王在波多黎各开出第一家海外餐厅。
- 1975年，推出“汽车外卖窗口”服务。
- 1980年，汉堡王正式进入香港，初名「堡加敬」[5]，第一家餐厅位于旺角西洋菜南街。
- 1983年，“可颂堡”诞生。
- 1986年，推出嫩香鸡块，这是汉堡王第一款鸡肉类产品。
- 1990年，汉堡王撤出香港。漢堡王由大成集團代理進入台灣。
- 2003年，汉堡王再度进入香港，並正式使用「漢堡王」該中文名稱[6]，第一家重开的餐厅位于香港國際機場離境大堂禁區。
- 2005年，“我选我味”慈善基金会成立。
- 2005年，汉堡王首次进入中国大陆，第一家餐厅位于上海静安寺街道。
- 2006年，汉堡王公司在纽约证券交易所上市。
- 2012年4月，3G Capital宣布了一起异乎寻常的交易，将其持有的29%汉堡王股份以14亿美元出售给了英国投资公司Justice Holdings。3G Capital将继续持有汉堡王的71%股份。
- 2012年6月20日，重返纽约证券交易所上市交易，股票代码为“BKW
- 2012年7月5日，俄羅斯第二大借貸機構 VTB旗下投資分部 VTB Capital，宣佈以15億俄羅斯盧布（約3.58億港元）與Burger King合組聯營公司， VTB Capital佔該聯營公司47.22%股權。VTB Catipal指， Burger King計划在未來數年內，於俄羅斯開設數百間分店。
- 2018年12月30日早上9時18分，漢堡王在上海青浦合生新天地開設中国大陆第1000間分店。
- 2019年8月24日，漢堡王在中國獨家特許加盟商：總部位於土耳其伊斯坦堡的TAB Food Investments，計劃在香港上市，擬尋求10億美元估值，集資2億美元，最快於2020年初啟動上市計劃。
- 2025年2月18日，餐饮品牌国际集团从汉堡王在中國獨家特許加盟商TAB Foods Investments（简称“TFI”）及Pangaea Two Acquisition Holdings XXIII 有限公司（笛卡尔资本）的手中收回了近乎所有股份，并正在“物色新的本地合作伙伴来投资和运营该业务，此次交易金额约为1.58亿美元，折合人民币11.5亿元。

## 特点
漢堡王以汉堡、薯条、软性饮料、奶昔和甜点为主。餐厅在被佛罗里达州迈阿密的加盟店收购后，1954年改名为“汉堡王”，并开始丰富它的菜单，例如1957年创立皇堡三明治，也逐渐加入鸡肉、鱼肉和蔬食等非牛肉单品，如沙拉和无肉汉堡。此外，它也供应早餐餐点和冰吸（Icee）、果汁与瓶装水等饮品选择。不同于其他饮食业者着重于扩展全球版图，汉堡王结合当地特色，推出符合地方口味和文化或宗教信仰的产品。为刺激购买，汉堡王每隔一段时间便会贩卖季节限定的特别汉堡单品，或开发全新产品，以开拓短期或长期销量。然而，这些产品和服务并非全为成功的政策；例如，1993年，汉堡王引进以特别晚餐拼盘为卖点的限量桌边服务，但未引起讨论、增加销售，最终以失败收场。

## 各地漢堡王分店

### 香港
香港的漢堡王以特許經營方式連鎖開店運作。雖然早於1980年代已在香港開店，成為該美式快餐店在亞洲最早設立的經營點之一，但因經營不善而撤出香港，其後於2000年代先後由兩間營辦商再次引入，曾經擴展至合共有十餘間分店，但後來因經營問題紛紛結業，現時香港只剩下1間分店，在山頂凌霄閣。

#### 歷史
漢堡王於1980年代至90年代在香港曾有數間分店，是亞洲地區最早出現漢堡王的地方，其中一間在旺角西洋菜南街百老匯戲院附近，那時的漢堡王只使用其英文名音譯「堡加敬」作為中文商標及宣傳名稱，其後使用「漢堡包王」。由於受到宣傳失敗以及麥當勞等速食公司的競爭打擊，經營狀況惡化，堡加敬在香港的數間分店於1985年至1990年間逐一倒閉後撤出香港市場。
在1990年至2003年11月期間，漢堡王在香港完全沒有分店，直至香港國際機場離境大堂禁區分店在2003年11月開幕為止。自從漢堡王在香港重新開始運作後，已經使用其意譯名「漢堡王」作為在香港的正式商標。
健味堡公司與美國漢堡王集團於2007簽訂港澳10年經營權（不包括香港國際機場、山頂凌霄閣）。健味堡公司營運的首間漢堡王於2007年12月20日在尖沙咀廣東道新太陽廣場開幕，報章亦有報導，並以全港首間分店作招徠，而健味堡旗下所有分店名單亦沒有包括機場及山頂分店在內，與SSPHK的分店劃清界線。但漢堡王（健味堡公司）於2011年至今在香港的分店不斷減少，已結業的分店包括尖沙咀新太陽廣場、炮台山分店、灣仔W Square分店、沙田中心、黃埔新天地時尚坊、銅鑼灣德輝大廈、金鐘美國銀行中心、尖沙咀太興廣場、上水廣場、將軍澳南豐廣場、慈雲山中心、旺角中心、荃灣南豐中心、屯門市廣場、上環柏廷坊、中環盈置大廈、灣仔樂滿大廈及尖沙咀東希爾頓大廈分店。
2013年10月31日北亞策略2.16億元之股東貸款，作價現金200萬美元（約1560萬元）出售旗下穎策集團給安輝建先生，穎策集團與Bk Asiapac Pte Ltd訂立特許經營協議，以於香港以Burger King品牌名稱經營10間快餐店。
2015年，健味堡代理的分店在香港全面結業，健味堡的漢堡王退出香港市場。

#### 材料過期有毒事件
2012年5月在多份報張報道健味堡公司在香港有14間分店的連鎖快餐店漢堡王，繼被揭發暗中改動他他醬食用日期後，再被揭發使用過期一個月的牛肉、豬柳、雪糕新地朱古力醬，製作漢堡及雪糕新地應市。香港立法會食物安全及環境衛生事務委員會委員李華明指該店不負責任，「利字當頭錢作怪，毫無企業良心，罔顧公眾安全」。
漢堡王一直未就事件作出任何回應或澄清。反之2014年7月發生的福喜事件——即為香港麥當勞及肯德基提供食材的福喜集團上海子公司，被揭發食材被污染，漢堡王卻隨即發聲明與事件無關。漢堡王對於同一類事件但發生於對手公司與發生於自己公司的處理手法完全迥異。

#### 對麥當勞影響
2006年底在山頂凌霄閣開幕的分店是香港第一間在非禁區和市區的漢堡王，分店開幕時，吸引市民趕至山頂品嘗，當日直至下午5時才開放進入。麥當勞山頂廣場分店遂派發「漢堡買一送一」優惠券以挽回客源。
2007年初漢堡王更取得原香港國際機場抵港大堂麥當勞分店的租約，使本來胸有成竹可以續約的麥當勞大失預算，2010年4月初該舖位已改建為港鐵客務中心。
除了與麥當勞有鋪位之爭外，兩間公司亦對人才展開爭奪戰。在漢堡王在2007年重新發展其店鋪時，已開始以比麥當勞更高的工資去挖角。當時一位麥當勞的經理月薪大約10000港元，而漢堡王就12000元港元挖角。連當時的營運經理周啟光（Charles Chow）也一併被挖走。周先生在麥當勞任職20多年，建立了豐厚的人脈關係，有傳他過檔漢堡王後，更親自返回麥當勞當時他管理的分店招攬經理。
漢堡王重返香港後，他們的招牌漢堡「華堡」（Whopper）比預期暢銷，反映香港人對大型漢堡包的需求已增加。因此麥當勞在香港推出「至尊漢堡」（Big N Tasty）及推出「Double足三兩」（Double Quarter Pounder）作還擊。
香港部份結業前的分店

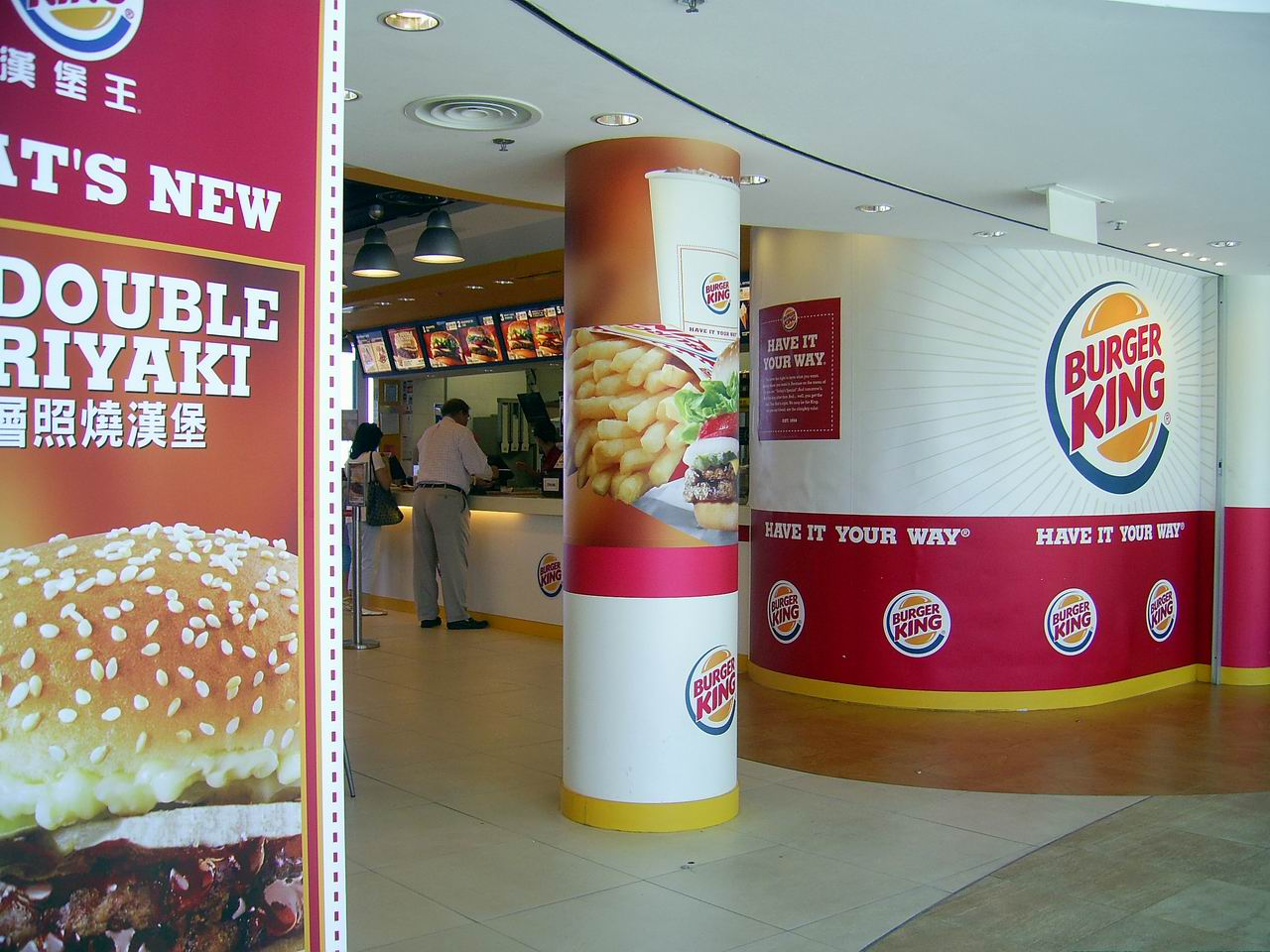
漢堡王凌霄閣分店
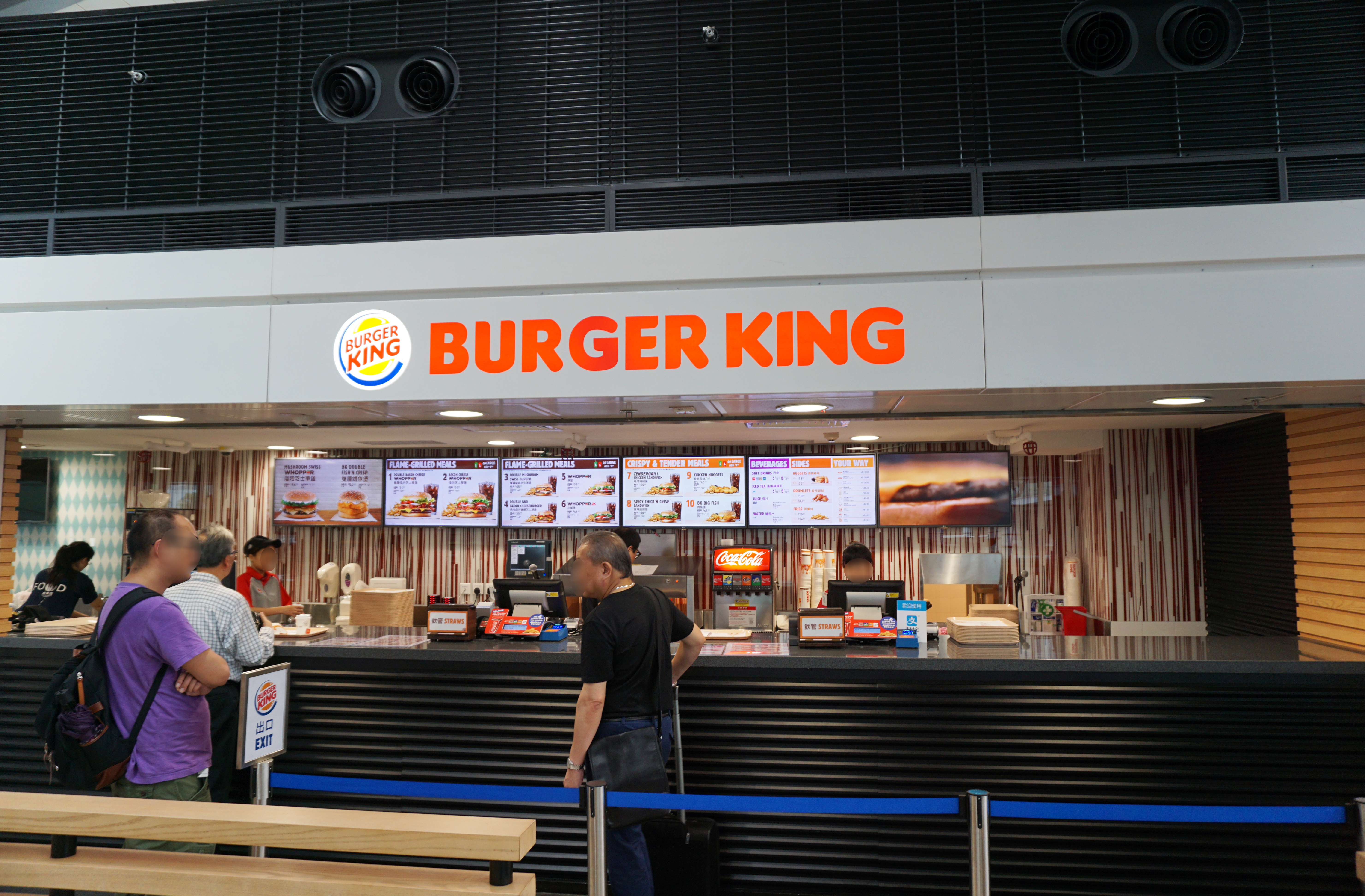
漢堡王紅磡站分店
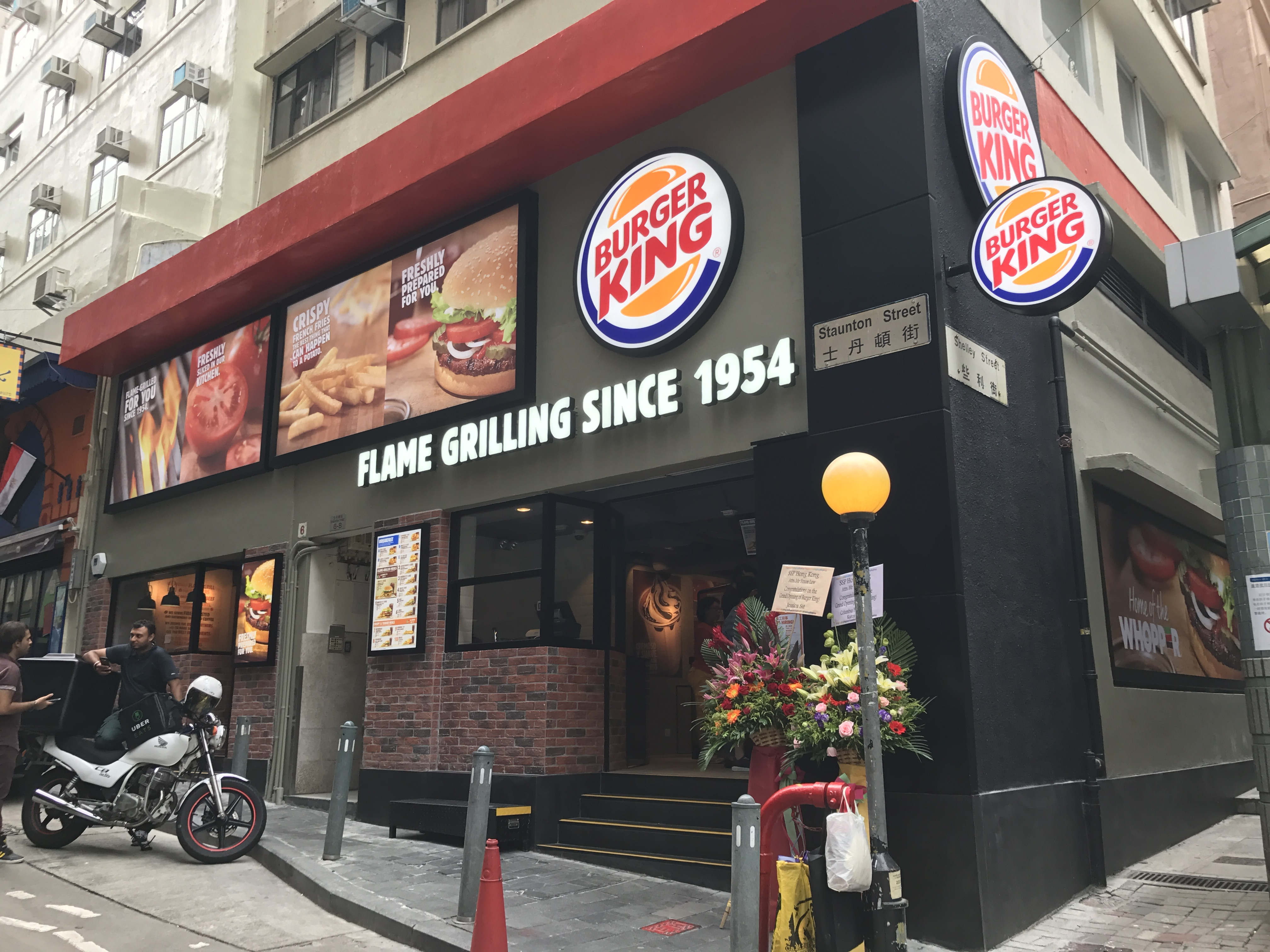
漢堡王中環士丹頓街分店
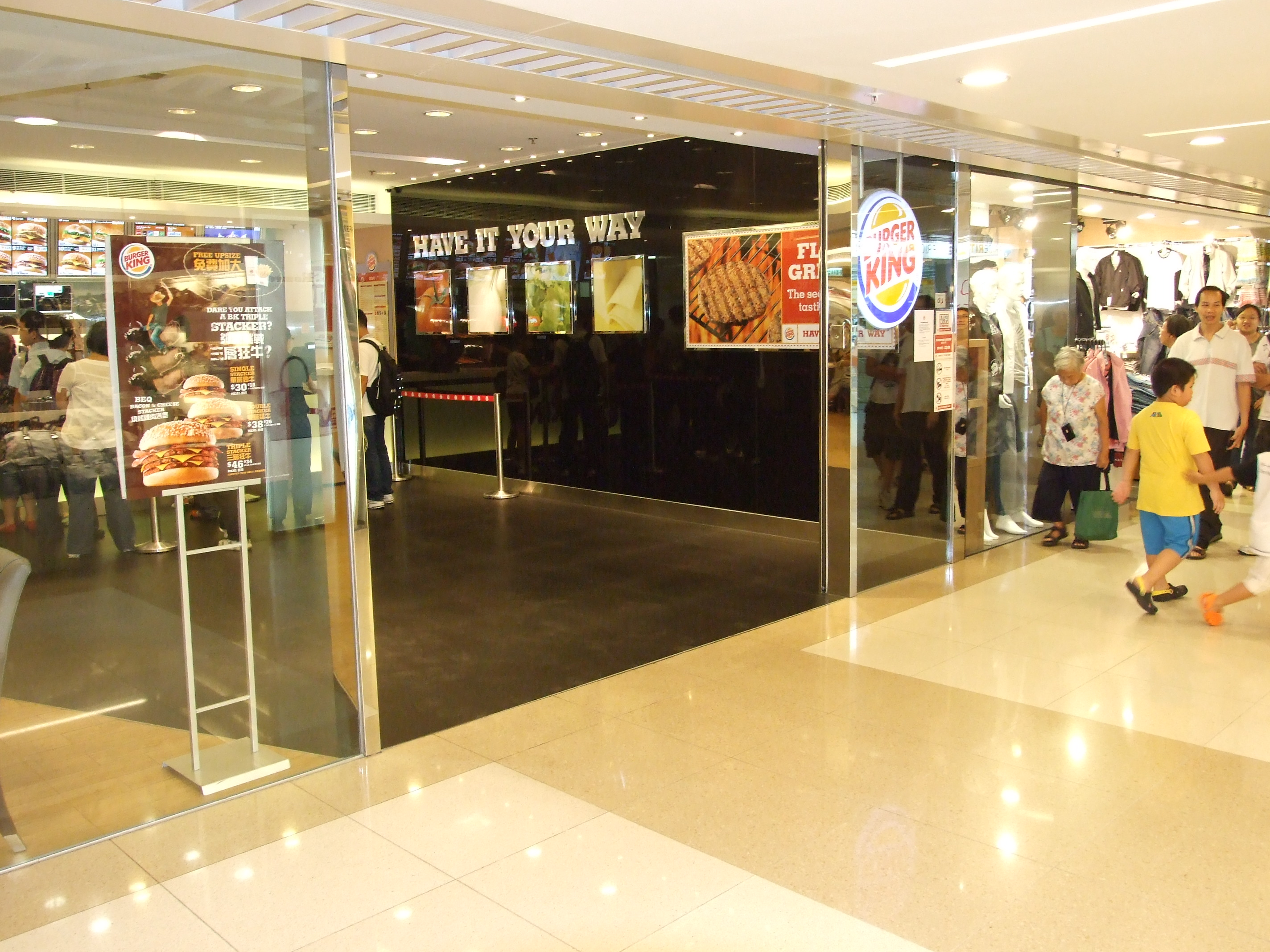
漢堡王黃大仙中心分店
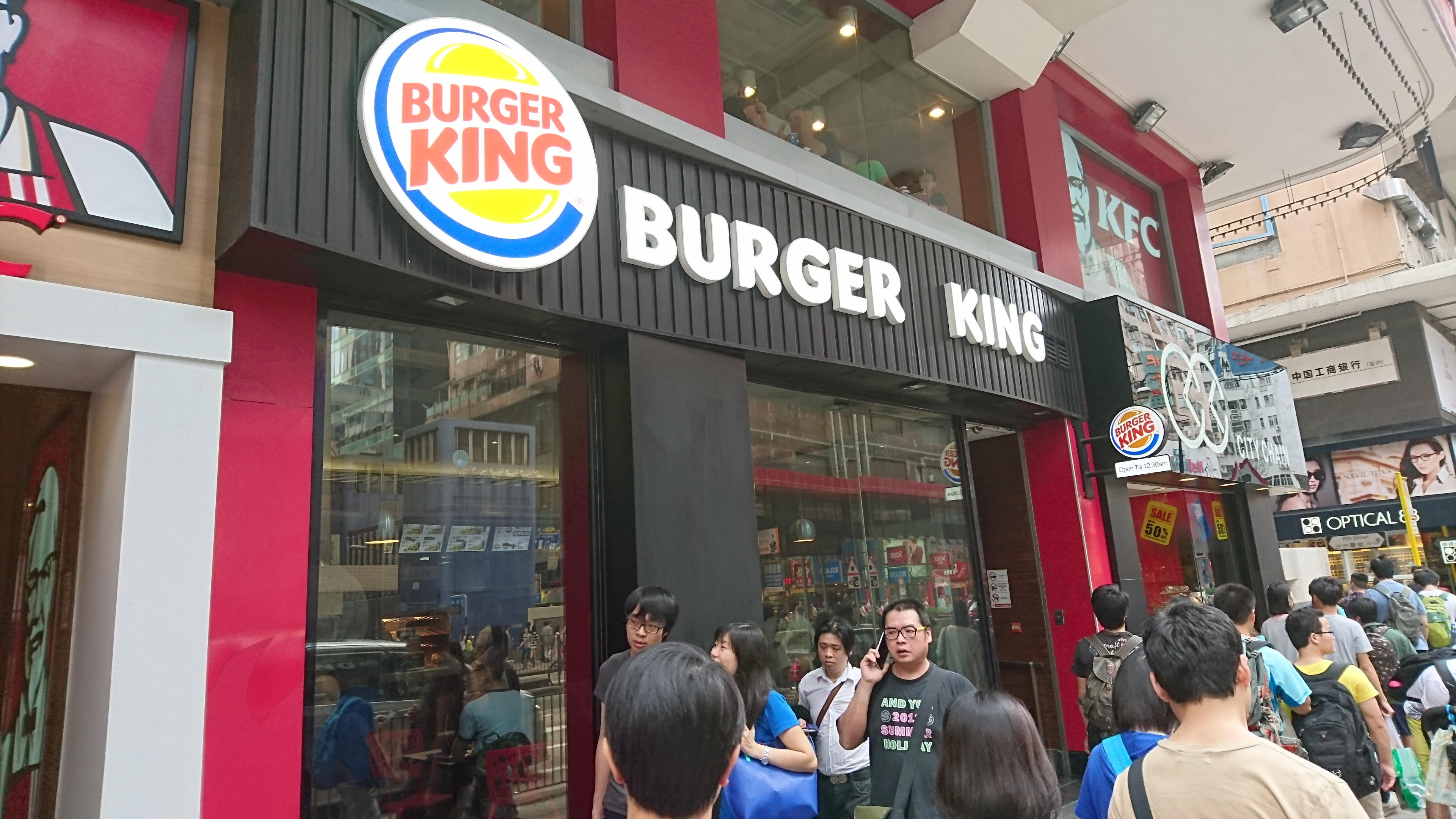
漢堡王油麻地分店

### 台灣

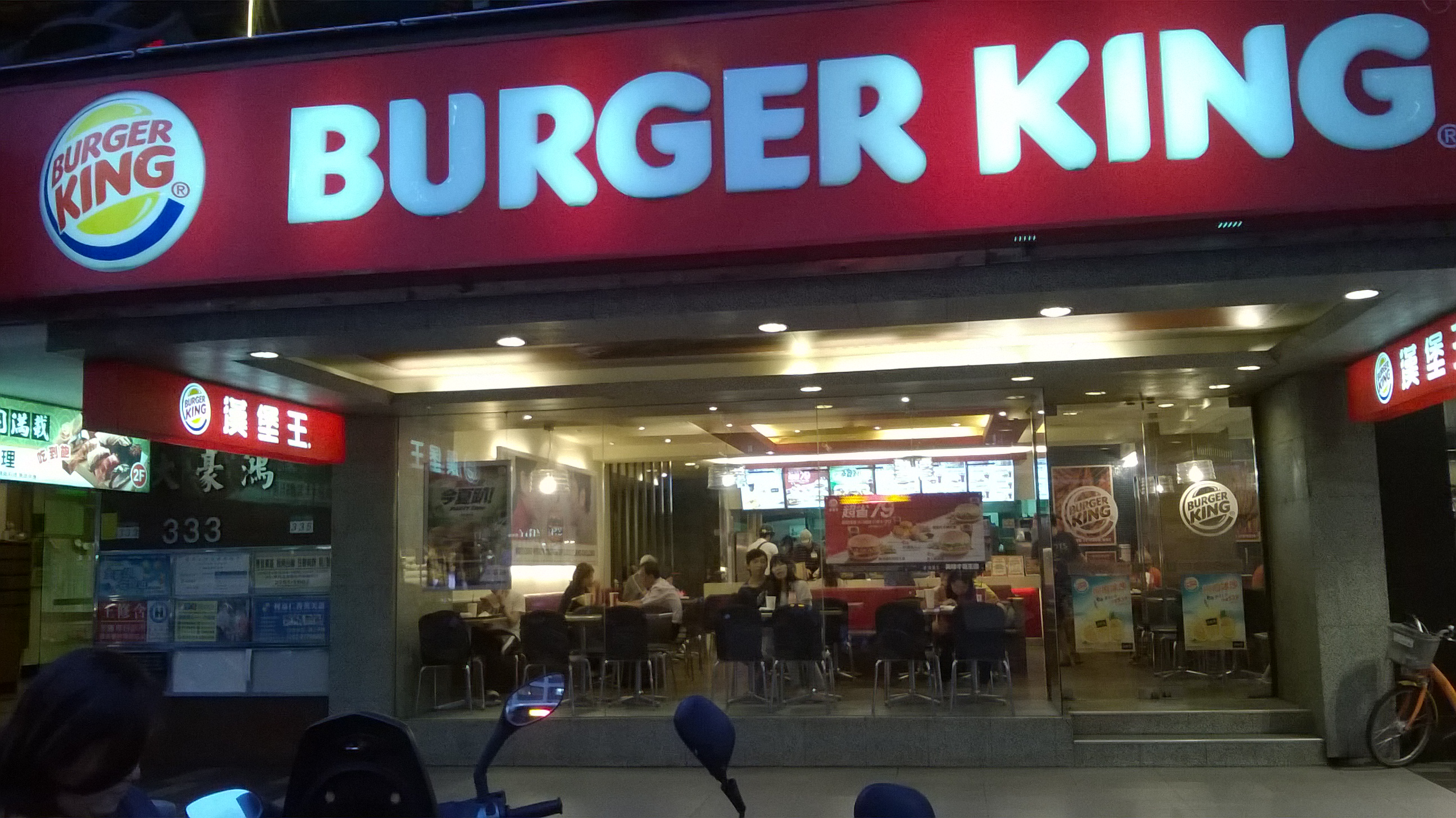
台北市大安區忠孝店(已歇業)

漢堡王在台灣，最早由台灣食品大廠大成集團旗下的家城公司取得代理權，於1990年在台北的中影文化城成立第一家台灣門市（已於2010年關閉）。2007年8月，大成集團表示旗下代理漢堡王的子公司家城將切割獨立，轉移至盛威投資公司，這是漢堡王打破50多年來慣例，在美國境外成立的第一家合資公司。報載因美方對亞洲市場興趣濃厚，再加上台灣經濟環境相對穩健，民眾儲蓄率高、消費能力強，美國漢堡王總公司十分看好台灣市場，有意一改目前代理授權的做法，改為直接入股，擴大與大成合作，加速台灣漢堡王拓點，又因為美方在北京已有一家據點，雙方更有意一同進入大陸。
2008年10月22日，大成集團與美國漢堡王總公司正式宣布合資公司成立，由大成集團持股70%，美國漢堡王持股30%，台灣漢堡王更規劃5年內在台總店能達到100家，然而多年後回顧後續情況卻與其預估相差甚大，台灣經濟情況和飲食口味的變遷與其設想不同，漢堡王的定價又比麥當勞等稍高，加上便利商店食品也加入漢堡市場，導致數年後出現漢堡王倒閉潮。
台灣漢堡王行銷策略與麥當勞或肯德基不同，主打對象為青少年、成年顧客，從其套餐贈送的玩具即可察覺不同。有別於麥當勞、肯德基的凱蒂貓（Hello Kitty）、Keroro軍曹的可愛路線，漢堡王多與電影公司合作，贈送例如蜘蛛人（Spider-Man）、星際大戰（Star Wars）、（The Simpsons）等較受成人喜愛的玩具。
1990年代起台灣漢堡王就已發行「VIP卡」，在2002年改名王牌卡，2006年以後改名為我最大卡，在有效期間內提供點餐折扣，與持續定期發放的優惠券作為主要的促銷手法。我最大卡在2017-2018年曾停止發行，在2019年恢復發行。自2011年起，漢堡王引進儲值卡，在2011-2012年併於我最大卡發行，2013年起與我最大卡分離。儲值可獲贈點數兌換商品，以儲值500元送一杯飲料計算，約等於優惠5%的價值。漢堡王自2017年5月起與外送平台Foodpanda合作開始外送服務，2019年5月起開始推出網路訂餐服務。
2010年6月28日位於國立台灣大學校園內的台大店因發生火災而關閉。
2012-2015年間漢堡王陸續關閉台灣21間分店，台中逢甲、一中，高雄大統、裕誠，台南民族、崇學，新竹，新北永和中正、中和環球、三峽，台北西湖、瑞光、阪急、敦南二店、南京、微風台北車站、重慶、懷寧、信義、榮總、國醫等皆關閉，導致新竹以南幾乎沒有漢堡王，桃竹地區也僅存科學園區和機場等兩間特種店與大江購物中心內。大成集團並於2014年將持有之家城公司股權出售予美國漢堡王總公司，台灣漢堡王由合資經營改為總公司直營。
2016年6月4日漢堡王在新北市三重星光夜市的二重美堤店開幕。
2017年第四季私募基金NEXUS POINT向美國漢堡王總公司洽購家城公司股權，在2018年完成交割，取得台灣漢堡王代理權，積極展開拓店行程，預計2019年在台達到50門市，並計劃五年內成為台灣前三大速食品牌。
2018年開始實際在各地展店，上半年間在4月15日開設新北市蘆洲店，5月11日在新北市樹林秀泰影城開設樹林秀泰店，6月11日在臺北市開設公館店，6月20日開設永和店，6月22日在臺中市開設臺中秀泰店，為漢堡王在新竹以南重新開設的第一家門市。
2018年下半年在7月4日開設新店七張店，7月16日開設新北投店，8月6日在汐止遠雄廣場開設汐止店，10月13日在新竹縣開設竹北店，為新竹縣第一家門市。11月2日在新竹市大潤發忠孝店內開設新竹忠孝店，11月5日在新北市永和區開設頂溪店，11月16日在新竹市國立交通大學校園內開設交大店，12月12日在桃園市林口工業區開設林口店。扣除因師大店搬遷開設的新師大店，2018年共新增13家門市，因新北市板橋店於8月31日歇業，門市數由2017年底的22家增至34家。
2019年1月21日，漢堡王在臺中市Jmall的中科店開幕，為臺中市第二家門市。1月25日臺北市內湖成功店開幕，1月31日在桃園市平鎮大潤發的平鎮店開幕。2月25日設置臺北市南京三民店，2月26日設置新北淡水新市店。3月28日基隆市中正店與臺中市豐原店開幕，4月25日新北新莊中正店開幕，5月19日台中市北屯區崇德店開幕，5月28日台中市北區一中店開幕。6月17日開設台北市松山區松山店。台北市忠孝店與林森店則分別於2月25日與3月31日在租約到期後歇業。
2019年8月19日，漢堡王在新北市板橋區重新開設板橋埔墘店，9月16日在桃園市國立中央大學校園內開設中央店。10月1日在台北市信義區開設微風南山店，11月11日在新北市中和區大潤發中和店內開設中和店，12月25日在桃園市蘆竹區台茂購物中心設置台茂店。12月27日，漢堡王再度於高雄火車站對面開設門市（高雄店），為在台中以南首家重新開設的門市。2019年底，漢堡王在台灣門市數達47家。
2020年1月15日，臺中市大里店開幕，3月12日高雄市大魯閣草衙道內的草衙道店開幕，4月2日於臺北市重新開設微風台北車站店，4月28日在高雄市左營新光三越百貨內開設左營新光店，7月15日在高雄市三民區開設建工店，9月1日，臺南市北區台南店開幕，正式重返臺南市場，更推出臺南限定的巧克力華堡，11月6日在新北市土城區開設土城店，12月1日桃園市中壢區中壢店開幕，12月23日於臺南市南紡購物中心內開設南紡店，12月31日於高雄市左營區開設明誠店，基隆店則於4月間歇業。
2021年3月15日，桃園市八德店開幕，3月23日臺北市士林店開幕，同年4月1 日於彰化市開設第一家門市，5月1日於臺中市西區開設公益店，5月29日於台北市欣欣大眾百貨開設欣欣店，8月7日於宜蘭火車站對面開設宜蘭首家同時也是東台灣首家漢堡王門市，9月25日於嘉義市開設首家嘉義分店。
除一般門市外，漢堡王在新竹、台南科學園區台積電廠區內與中部科學園區后里美光廠區內分別設有廠區門市。
漢堡王至2019年12月時為台灣第六大連鎖速食店，至2022年9月共有80間分店，分布於基隆（1間）、台北（20間）、新北（15間）、桃園（10間）、新竹市（4間）、新竹縣（1間）、台中（10間）、彰化（2間）、雲林縣（1間）、嘉義（1間）、台南（6間）、高雄（7間）、屏東（1間）、宜蘭（2間）。

### 日本
西武集團系列企業西武商事與美國漢堡王集團於1993年簽訂獨家經營權，漢堡王在1993－2001年曾有數十間分店，其中首都圈有25間。經營者曾計劃在日本建設100間分店，但由於受到麥當勞等同業的競爭打擊，經營狀況惡化，最終於2001年撤出日本市場。2001年至2007年沒有在日本設分店，直至Burgerking Japan經營的新宿Island It's分店在2007年6月28日開幕為止，並計畫在2010年3月前達到日本國內50間分店的目標。至2016年為止，漢堡王在日本共有99間分店。
此外，在日本的各美軍基地内，一直設有數間漢堡王分店。在美軍基地的開放日，一般民眾都可進入購買。由於美軍基地内分店並不受日本市場撤出影響，2001年至2007年間，美軍基地也就成了日本唯一可以購買漢堡王的地方，不少人在美軍基地開放日專程趕去品嘗。6月28日新宿分店開幕時，數以百計食客自日本各地趕來品嘗，輪候時間長達兩小時以上，可見漢堡王在日本人氣之高。

### 中国大陆

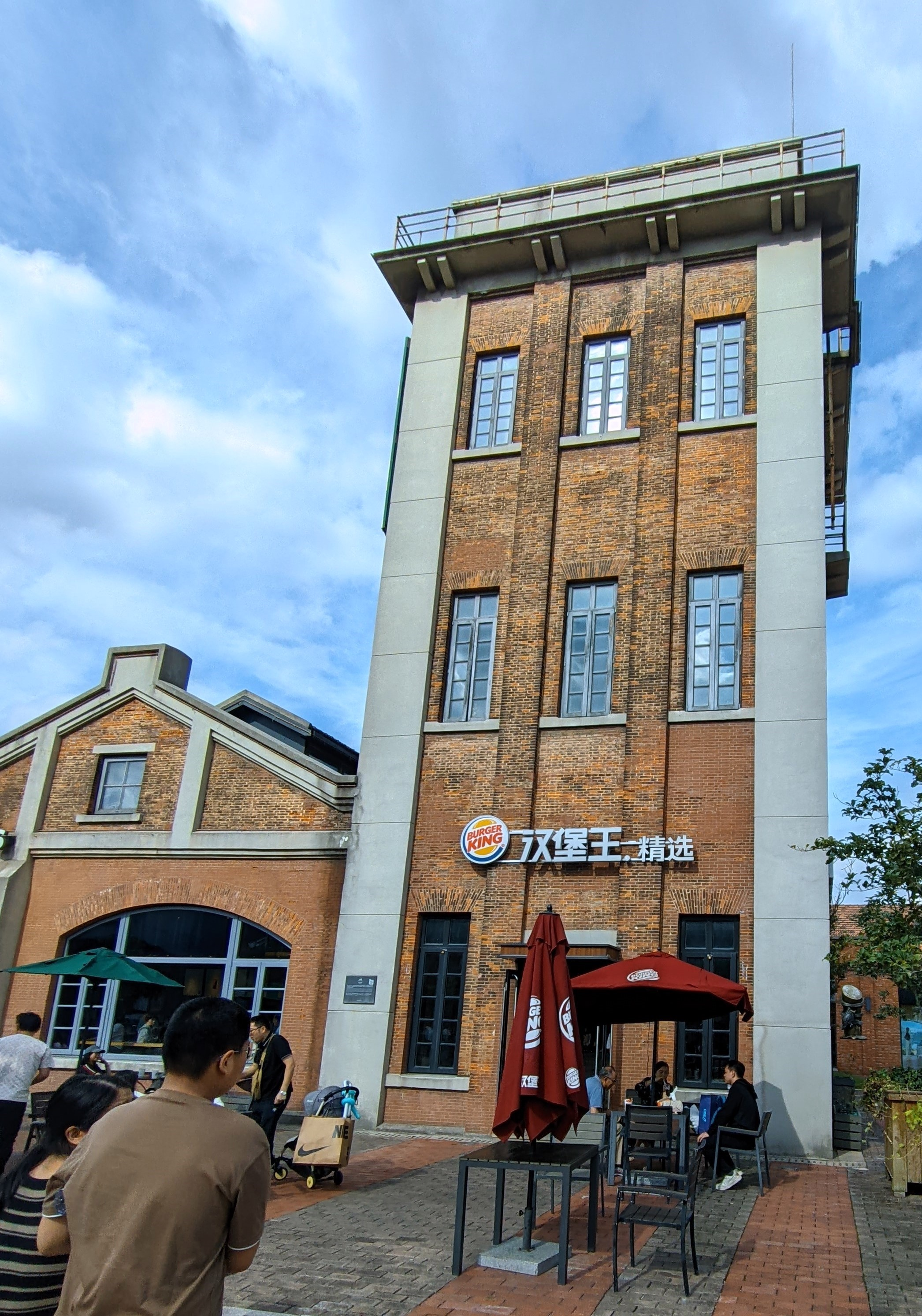
上海国际时尚中心分店

漢堡王在2005年進入大陆市場，首家分店於6月28日在上海市靜安區正式開業，屬漢堡王（上海）餐飲有限公司的直營餐廳，品牌口號翻譯成「我选我味」。漢堡王除供應標誌產品如「皇堡」、「小皇堡」、薯條和洋蔥圈等外，還針對中國消費者的口味提供包括添加四川麻辣醬的「皇堡辣三明治」、「炫辣鸡腿汉堡」、「嫩烤鸡腿堡」及中式五香口味的「辣鸡翅」。2012年汉堡王在加大大陆市场投资后开始了爆发式增长。截止至2018年已经在140多个城市開業，门店突破了1000間，拥有员工超过25000人。预计2021年大陆的餐厅门店总数将达到2000間。
值得一提的是，漢堡王在深圳的分店可使用深圳通付款，而在全国的分店均可使用中國銀聯的閃付金融IC卡付款。目前，汉堡王通过与阿里巴巴集团旗下的饿了么外卖平台合作，进一步扩展了线下的销售和配送服务。

#### 央视曝光漢堡王使用过期材料事件
2020年7月16日中央广播电视总台3·15晚会曝光了漢堡王在江西南昌的部分门店违反汉堡王自家操作规定偷工减料、使用过期食材的问题，而这一问题早已引起当地外卖点单顾客的差评。汉堡王中国总公司随即回应称，承认对涉事的南昌分店“管理失误”，并表示将全力配合政府部门调查，对该事件进行严肃处理，并引以为戒。
2021年4月7日南昌市市场监管局公布一批行政处罚案件信息，汉堡王在南昌的部分门店共计被罚91万余元人民币。

### 以色列
2017年以色列的漢堡王公司為因應西方情人節的需求，特別為成人們準備專屬的情人節限定特餐，周二晚上六點後才販售且限定成年人購買，包含2個華堡、2份薯條、2罐啤酒，以及2個情趣玩具，外包裝也是獨特的暗夜包。
此外還有配合光明節的SufganiKing漢堡，大约是4美元,在光明节到来的前几周發售。

### 俄羅斯
2022年隨著該國對烏克蘭進行的軍事入侵，2022年3月11日，漢堡王宣布，停止為其在俄羅斯的約800間特許經營餐廳提供企業支持。但由於該國是以特許經營方式授權，故在物理與法律上他們無法關闭這些分店，一度引發不了解的人誤會與爭議。

## 其它国家和地区
澳大利亚是全球唯一不以漢堡王「Burger King」名字來經營的地區，原因是早在漢堡王到澳洲發展前「Burger King」此名字已被當地一家外賣店註冊，因此漢堡王一直以在澳洲經營。
汉堡王目前在以下的国家及地区拥有餐厅：
| - 阿富汗 - 安道尔 - 阿根廷 - 奥地利 - 巴哈马 - 巴林 - 玻利维亚 - 巴西 - 保加利亚 - 加拿大 - 哥伦比亚 - 智利 - 捷克 - 中国大陆 - 香港 - 臺灣 | - 賽普勒斯 - 丹麦 - 埃及 - 薩爾瓦多 - 法罗群岛 - 芬兰 - 法國 - 德国 - 直布罗陀 - 匈牙利 - 印度 - 印度尼西亞 | - 伊拉克 - 爱尔兰 - 義大利 - 牙买加 - 日本 - 约旦 - 科威特 - 黎巴嫩 - 马来西亚 - 馬爾他 - 墨西哥 - 尼泊尔 - 荷蘭 - 阿鲁巴 - 荷屬聖馬丁 - 新西兰 | - 尼加拉瓜 - 挪威 - 阿曼 - 巴基斯坦 - 巴拿马 - 巴拉圭 - 秘魯 - 菲律賓 - 波蘭 - 葡萄牙 - 羅馬尼亞 - 俄羅斯 - 沙烏地阿拉伯 - 新加坡 - 斯洛伐克 - 斯洛維尼亞 | - 南非 - 西班牙 - 圣卢西亚 - 瑞典 - 瑞士 - 泰國 - 千里達及托巴哥 - 土耳其 - 阿联酋 - 英国 - 开曼群岛 - 以色列 - 美国 - 關島 - 波多黎各 - 乌拉圭 - 委內瑞拉 - 越南 - 柬埔寨 |

### 已退出

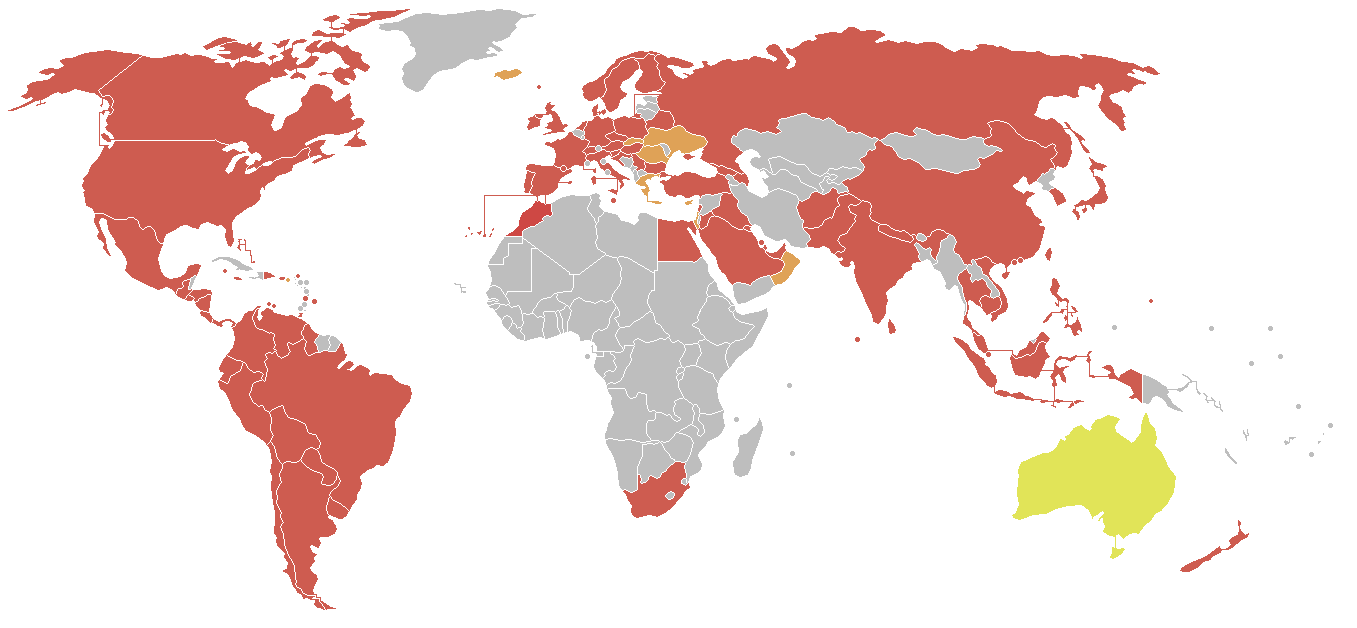
紅色代表營業中；橙色代表已歇業；黃色代表使用飢餓傑克為代名

- 希腊（1990年代）
- 乌克兰（2006年）
- 美屬維爾京群島（1997年）
- 冰島（2008年末）

## 贊助
漢堡王Burgerking是西班牙甲組足球隊赫塔費2009-2012年的贊助商。2019-2021則成為英格蘭聯賽球隊Stevenage的贊助商，有趣的是在女子隊的球衣所展示的商標字樣改為BURGER QUEEN。

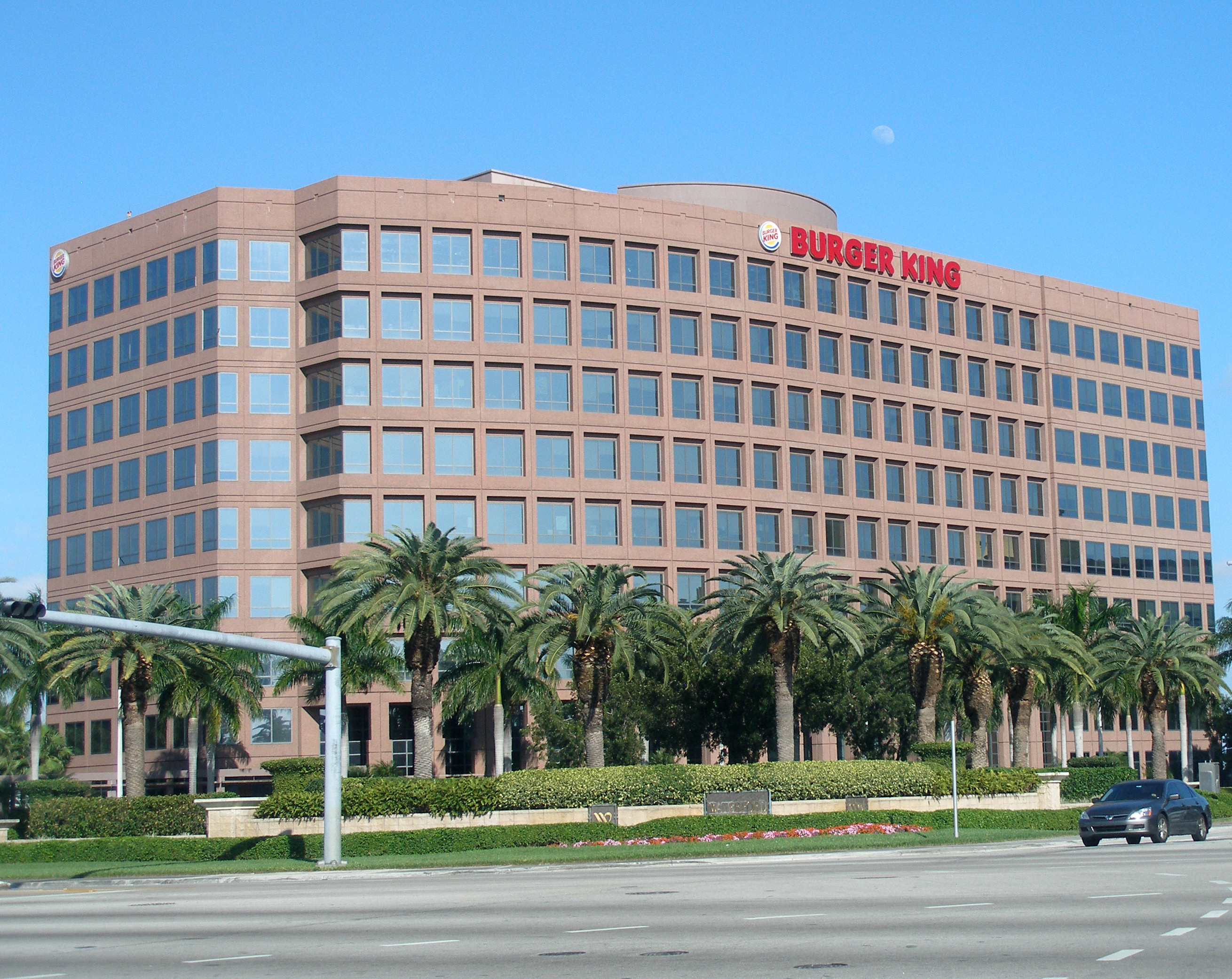
漢堡王集團總部
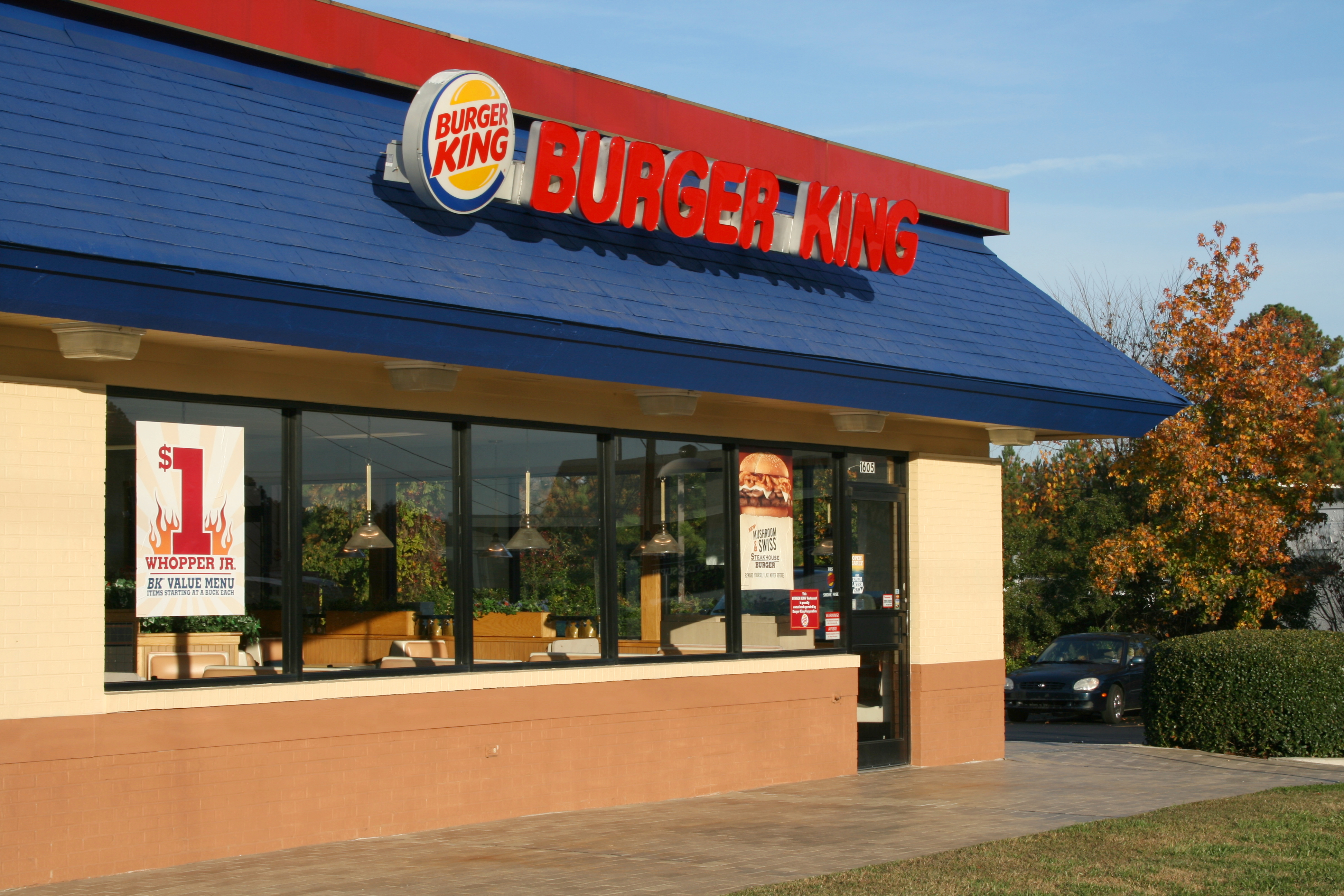
位於美國加州一間典型漢堡王分店
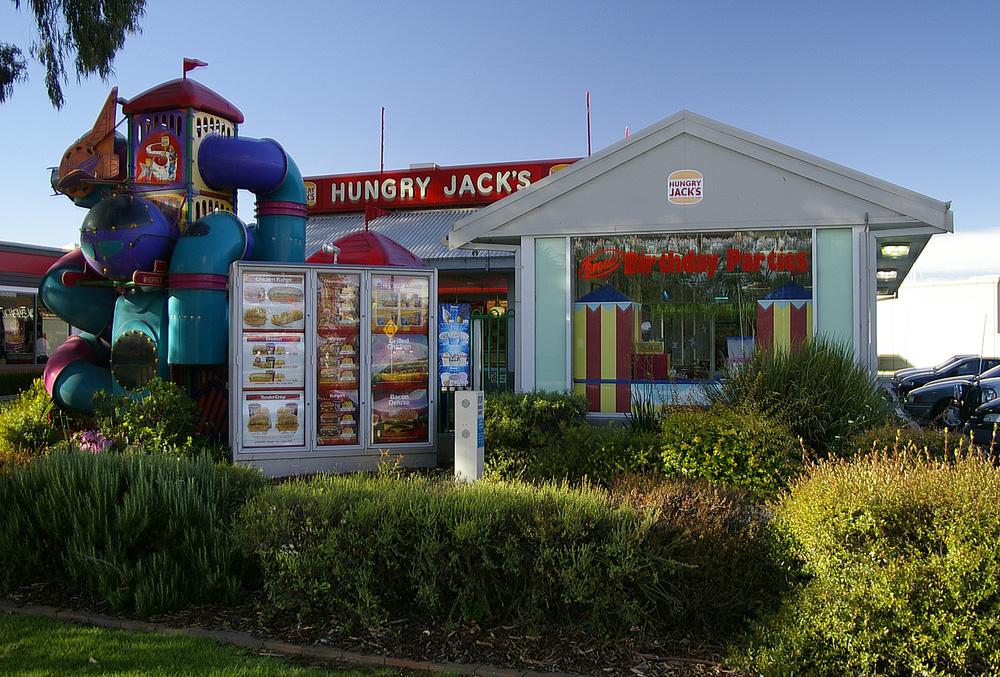
位於澳洲沃加沃加一間Hungry Jack's分店

## 同類型速食連鎖店
- 麦当劳
- 肯德基
- 艾德熊
- 溫蒂漢堡
- 卡乐星
- 哈迪斯快餐
- 摩斯漢堡
- 赛百味
- 儂特利

## 外部連結
- 漢堡王美國官方網站 （页面存档备份，存于）
- 漢堡王台灣官方網站 （页面存档备份，存于）
- 漢堡王中國大陸官方網站 （页面存档备份，存于）
- 漢堡王新加坡官方網站 （页面存档备份，存于）（英文）
- 漢堡王馬來西亞官方網站 （页面存档备份，存于）（英文）
- 漢堡王南非官方網站 （页面存档备份，存于）（英文）
- 漢堡王日本官方網站 （页面存档备份，存于）
- 漢堡王韓國官方網站 （页面存档备份，存于）
- 漢堡王泰國官方網站 （页面存档备份，存于）
- 香港漢堡王的Facebook專頁(香港漢堡王未設官網)